# Calmont, Haute-Garonne
Calmont är en kommun i departementet Haute-Garonne i regionen Occitanien i södra Frankrike. Kommunen ligger i kantonen Nailloux som tillhör arrondissementet Toulouse. År 2022 hade Calmont 2 442 invånare.

## Befolkningsutveckling
Antalet invånare i kommunen Calmont
Referens:INSEE